# Bundesstrasse 202
Bundesstrasse 202 är en förbundsväg i Schleswig-Holstein i norra Tyskland. Vägen går i väst-östlig riktning från Sankt Peter-Ording vid Nordsjön till Oldenburg in Holstein vid Östersjön. Vägen går via bland annat Kiel.